# Lista de cidades da União Europeia por população
Esta é uma lista das cidades com mais de 300.000 habitantes na União Europeia. Trata-se exclusivamente da população que vive dentro dos limites administrativos da cidade, em contraste com zonas urbanas ou áreas metropolitanas, que são geralmente maiores em termos de população que a cidade principal.

## Cidades com mais de 300.000 habitantes
Nota: As capitais dos respectivos países está assinalada a negrito.
| Pos. | Cidade           | País          | População segundo o Eurostat (2004) | População oficial | Data do censo/estimativa | Referências   | Foto |
| ---- | ---------------- | ------------- | ----------------------------------- | ----------------- | ------------------------ | ------------- | ---- |
| 1    | Berlim           | Alemanha      | 3 387 828                           | 3 440 441         | 31 de março de 2010      | [ 2 ]         |      |
| 2    | Madrid           | Espanha       | 3 255 944                           | 3 255 944         | 1 de janeiro de 2009     | [ 3 ]         |      |
| 3    | Atenas           | Grécia        | 3 058 400                           | 3 089 698         | 1 de janeiro de 2001     | [ 4 ]         |      |
| 4    | Roma             | Itália        | 2 553 873                           | 3 106 318         | 30 de abril de 2010      | [ 5 ]         |      |
| 5    | Paris            | França        | 2 181 374                           | 2 203 817         | 1 de janeiro de 2007     | [ 6 ]         |      |
| 6    | Bucareste        | Roménia       | 1 927 448                           | 1 944 367         | 1 de janeiro de 2010     | [ 7 ]         |      |
| 7    | Hamburgo         | Alemanha      | 1 734 830                           | 1 773 218         | 28 de fevereiro de 2008  | [ 8 ]         |      |
| 8    | Budapeste        | Hungria       | 1 695 814                           | 1 721 556         | 1 de janeiro de 2010     | [ 9 ]         |      |
| 9    | Varsóvia         | Polónia       | 1 692 854                           | 1 711 466         | 1 de janeiro de 2009     | [ 10 ]        |      |
| 10   | Viena            | Áustria       | 1 598 626                           | 1 693 024         | 14 de agosto de 2009     | [ 11 ]        |      |
| 11   | Barcelona        | Espanha       | 1 578 546                           | 1 621 537         | 1 de janeiro de 2009     | [ 3 ]         |      |
| 12   | Milão            | Itália        | 1 299 439                           | 1 311 741         | 30 de abril de 2010      | [ 5 ]         |      |
| 13   | Munique          | Alemanha      | 1 249 176                           | 1 356 594         | 30 de junho de 2008      | [ 12 ]        |      |
| 14   | Lyon             | França        | 1 226 249                           | 472 304           | 2006                     | [ 13 ]        |      |
| 15   | Valência         | Espanha       | 1 175 732                           | 814 208           | 1 de janeiro de 2009     | [ 3 ]         |      |
| 16   | Praga            | Chéquia       | 1 170 571                           | 1 285 624         | 26 de fevereiro de 2010  | [ 14 ]        |      |
| 17   | Sófia            | Bulgária      | 1 091 772                           | 1 402 471         | 15 de janeiro de 2010    | [ 15 ] [ 16 ] |      |
| 18   | Marselha         | França        | 1 023 973                           | 839 043           | 2006                     | [ 17 ]        |      |
| 19   | Bruxelas         | Bélgica       | 999 899                             | 1 048 491         | 1 de janeiro de 2008     | [ 19 ]        |      |
| 20   | Nápoles          | Itália        | 995 171                             | 960 082           | 30 de abril de 2010      | [ 5 ]         |      |
| 21   | Colónia          | Alemanha      | 969 709                             | 1 000 298         | 31 de maio de 2009       | [ 20 ]        |      |
| 22   | Turim            | Itália        | 902 255                             | 908 960           | 30 de abril de 2010      | [ 5 ]         |      |
| 23   | Amesterdão       | Países Baixos | 767,849                             | 752 911           | 1 de janeiro de 2010     | [ 21 ]        |      |
| 24   | Estocolmo        | Suécia        | 761 721                             | 829 417           | 31 de dezembro de 2009   | [ 22 ]        |      |
| 25   | Cracóvia         | Polónia       | 757 430                             | 756 666           | 30 de junho de 2007      | [ 10 ]        |      |
| 26   | Łódź             | Polónia       | 744 541                             | 750 125           | 1 de janeiro de 2009     | [ 10 ]        |      |
| 27   | Riga             | Letónia       | 735 241                             | 713 000           | 1 de janeiro de 2009     | [ 23 ]        |      |
| 28   | Sevilha          | Espanha       | 704 203                             | 703 206           | 1 de janeiro de 2009     | [ 24 ]        |      |
| 29   | Palermo          | Itália        | 675 277                             | 656 358           | 30 de abril de 2010      | [ 5 ]         |      |
| 30   | Toulouse         | França        | 651 586                             | 437 715           | 2006                     | [ 25 ]        |      |
| 31   | Frankfurt        | Alemanha      | 646 889                             | 667 598           | 30 de setembro de 2007   | [ 26 ]        |      |
| 32   | Saragoça         | Espanha       | 638 799                             | 674 317           | 1 de janeiro de 2009     | [ 3 ]         |      |
| 33   | Breslávia        | Polónia       | 636 268                             | 633 950           | 30 de junho de 2007      | [ 10 ]        |      |
| 34   | Génova           | Itália        | 605 084                             | 608 769           | 30 de abril de 2010      | [ 5 ]         |      |
| 35   | Roterdão         | Países Baixos | 598 923                             | 584 058           | 1 de janeiro de 2007     | [ 21 ]        |      |
| 36   | Estugarda        | Alemanha      | 590 657                             | 595 452           | 28 de fevereiro de 2007  | [ 27 ]        |      |
| 37   | Dortmund         | Alemanha      | 588 680                             | 587 717           | 1 de janeiro de 2006     | [ 21 ]        |      |
| 38   | Essen            | Alemanha      | 588 084                             | 583 892           | 30 de setembro de 2007   | [ 28 ]        |      |
| 39   | Düsseldorf       | Alemanha      | 572 663                             | 577 505           | 31 de dezembro de 2007   | [ 29 ]        |      |
| 40   | Poznań           | Polónia       | 570 778                             | 564 035           | 30 de junho de 2007      | [ 10 ]        |      |
| 41   | Helsínquia       | Finlândia     | 559 716                             | 583 549           | 31 de janeiro de 2010    | [ 30 ]        |      |
| 42   | Vilnius          | Lituânia      | 552 800                             | 553 553           | 1 de janeiro de 2006     | [ 31 ]        |      |
| 43   | Málaga           | Espanha       | 547 731                             | 568 305           | 1 de janeiro de 2009     | [ 3 ]         |      |
| 44   | Bremen           | Alemanha      | 545 932                             | 548 477           | 11 de novembro de 2006   | [ 32 ]        |      |
| 45   | Lisboa           | Portugal      | 529 485                             | 499 700           | 31 de dezembro de 2007   | [ 33 ]        |      |
| 46   | Hanóver          | Alemanha      | 515 841                             | 517 251           | 30 de setembro de 2007   | [ 34 ]        |      |
| 47   | Copenhaga        | Dinamarca     | 501 664                             | 520 659           | 1 de abril de 2009       | [ 35 ]        |      |
| 48   | Leipzig          | Alemanha      | 498 491                             | 510 512           | 31 de dezembro de 2007   | [ 36 ]        |      |
| 49   | Duisburgo        | Alemanha      | N/A                                 | 496 665           | 31 de dezembro de 2007   | [ 37 ]        |      |
| 50   | Nuremberga       | Alemanha      | 495 302                             | 500 967           | 28 de fevereiro de 2007  | [ 38 ]        |      |
| 51   | Dresden          | Alemanha      | 487 421                             | 517 052           | 31 de dezembro de 2009   | [ 36 ]        |      |
| 52   | Bradford         | Reino Unido   | 481 100                             | 501 700           | 27 de agosto de 2008     |               |      |
| 53   | Nice             | França        | 478 850                             | 347 060           | 2006                     | [ 40 ]        |      |
| 54   | Dublin           | Irlanda       | 471 841                             | 505 000           | 23 de abril de 2006      | [ 41 ]        |      |
| 55   | Haia             | Países Baixos | 469 059                             | 473 941           | 1 de janeiro de 2007     | [ 21 ]        |      |
| 56   | Gotemburgo       | Suécia        | 466 990                             | 507 330           | 31 de dezembro de 2009   | [ 22 ]        |      |
| 57   | Gdansk           | Polónia       | 459 072                             | 456 103           | 30 de junho de 2007      | [ 10 ]        |      |
| 58   | Antuérpia        | Bélgica       | 455 148                             | 472 071           | 1 de janeiro de 2008     | [ 19 ]        |      |
| 59   | Bratislava       | Eslováquia    | 425 155                             | 428 791           | 31 de dezembro de 2008   | [ 42 ]        |      |
| 60   | Estetino         | Polónia       | 411 900                             | 408 583           | 30 de junho de 2007      | [ 10 ]        |      |
| 61   | Múrcia           | Espanha       | 398 815                             | 436 870           | 1 de janeiro de 2009     | [ 3 ]         |      |
| 62   | Talim            | Estónia       | 392 306                             | 396 193           | 1 de janeiro de 2006     | [ 43 ]        |      |
| 63   | Bochum           | Alemanha      | 388 179                             | 382 195           | 30 de junho de 2007      | [ 44 ]        |      |
| 64   | Tessalónica      | Grécia        | 386 627                             | 363 987           | 18 de março de 2001      | [ 45 ]        |      |
| 65   | Las Palmas       | Espanha       | 376 953                             | 381 847           | 1 de janeiro de 2009     | [ 3 ]         |      |
| 66   | Bolonha          | Itália        | 374 425                             | 378 823           | 30 de abril de 2010      | [ 5 ]         |      |
| 67   | Palma de Maiorca | Espanha       | 368 974                             | 401 270           | 1 de janeiro de 2009     | [ 3 ]         |      |
| 68   | Kaunas           | Lituânia      | 368 913                             | 360 630           | 1 de janeiro de 2006     | [ 31 ]        |      |
| 69   | Bydgoszcz        | Polónia       | 368 235                             | 362 397           | 30 de junho de 2007      | [ 10 ]        |      |
| 70   | Florença         | Itália        | 368 059                             | 369 037           | 30 de abril de 2010      | [ 5 ]         |      |
| 71   | Brno             | Chéquia       | 367 729                             | 404 591           | 26 de fevereiro de 2010  | [ 46 ]        |      |
| 72   | Wuppertal        | Alemanha      | 361 077                             | 358 746           | 30 de junho de 2006      | [ 47 ]        |      |
| 73   | Lublin           | Polónia       | 355 998                             | 352 786           | 30 de junho de 2007      | [ 10 ]        |      |
| 74   | Bilbau           | Espanha       | 352 317                             | 354 860           | 1 de janeiro de 2009     | [ 3 ]         |      |
| 75   | Plovdiv          | Bulgária      | 340 538                             | 380 760           | 15 de julho de 2009      | [ 16 ]        |      |
| 76   | Bari             | Itália        | 328 458                             | 319 896           | 30 de abril de 2010      | [ 5 ]         |      |
| 77   | Bielefeld        | Alemanha      | 328 012                             | 326 268           | 30 de junho de 2006      | [ 49 ]        |      |
| 78   | Valladolid       | Espanha       | 321 713                             | 318 461           | 1 de janeiro de 2008     | [ 50 ]        |      |
| 79   | Katowice         | Polónia       | 319 904                             | 317 864           | 1 de janeiro de 2009     | [ 10 ]        |      |
| 80   | Iaşi             | Roménia       | N/A                                 | 315 649           | 1 de janeiro de 2010     | [ 7 ]         |      |
| 81   | Córdova          | Espanha       | 314 178                             | 328 428           | 1 de janeiro de 2009     | [ 50 ]        |      |
| 82   | Varna            | Bulgária      | 312 889                             | 366 998           | 15 de novembro de 2010   | [ 16 ]        |      |
| 83   | Burgas           | Bulgária      | 311 938                             | 312 996           | 15 de novembro de 2010   | [ 51 ]        |      |
| 84   | Cluj-Napoca      | Roménia       | 311 528                             | 306 009           | 1 de janeiro de 2010     | [ 7 ]         |      |
| 85   | Ostrava          | Chéquia       | 311 402                             | 313 936           | 12 de fevereiro de 2010  | [ 52 ]        |      |
| 86   | Alicante         | Espanha       | 310 330                             | 334 757           | 1 de janeiro de 2008     | [ 50 ]        |      |
| 87   | Aarhus           | Dinamarca     | N/A                                 | 310 653           | 1 de abril de 2010       | .             |      |
| 88   | Catânia          | Itália        | 305 773                             | 295 155           | 30 de abril de 2010      | [ 5 ]         |      |
| 89   | Timişoara        | Roménia       | 303 908                             | 312 113           | 1 de janeiro de 2010     | [ 7 ]         |      |
| 90   | Constanţa        | Roménia       | N/A                                 | 302 140           | 1 de janeiro de 2010     | [ 7 ]         |      |
| 91   | Mannheim         | Alemanha      | N/A                                 | 300 793           | 31 de dezembro de 2009   | [ 54 ]        |      |
| 92   | Utrecht          | Países Baixos | 270 244                             | 300 030           | 12 de janeiro de 2009    | [ 55 ]        |      |